# Leucotmemis endochrysa
Leucotmemis endochrysa är en fjärilsart som beskrevs av Dyar 1911. Leucotmemis endochrysa ingår i släktet Leucotmemis och familjen björnspinnare. Inga underarter finns listade i Catalogue of Life.